# Francesco Safina
Francesco Safina (Castellammare del Golfo, 1900 – 1987) è stato un medico italiano.

## Biografia
Nato a Castellammare del Golfo nel 1900, consegue la laurea in Medicina e Chirurgia all'Università di Palermo con il massimo dei voti. Dopo un anno di lavoro a Montecchio, frequenta corsi in ostetricia, ginecologia, puericultura, oculistica, e in particolare sul tracoma, malattia all'epoca endemica nella Sicilia occidentale e proveniente dalla Tunisia. Nel 1929 si sposa con Domenica Navarra, figlia di Leonardo, anch'egli medico, avendo poi tre figlie.
Prima e durante la seconda guerra mondiale utilizza l'ambulatorio presso la sua abitazione come pronto soccorso e si adopera per la cura dei malati dell'area. Nel dopoguerra, durante l'epidemia di tifo esantematico in Sicilia del 1946, presta servizio continuativo per la cura dei degenti, ricevendo per queste attività un elogio solenne dall'alto commissariato per la Sicilia e dell'ufficio provinciale di sanità.
Alla fine degli anni 1940 pone in atto un'efficace campagna contro la difterite. In seguito, con la collaborazione di altri concittadini, impianta a Castellammare un ambulatorio pubblico gratuito per la lotta contro il tracoma. Negli anni successivi, mette in atto nell'area una campagna di prevenzione dalla difterite e si occupa di vaccinazioni contro la poliomielite.
Dopo il terremoto del Belice del 1968, resta quale unico medico in paese a lavorare nel proprio ambulatorio aperto in ogni momento, utilizzando anche la propria automobile come luogo di riposo per il soccorso.
Negli anni successivi continua a lavorare presso il proprio l'ambulatorio e nelle vesti di ufficiale sanitario del comune, per un totale di 63 anni di attività.
A ricordo di Safina, il 22 maggio del 2002 il comune di Castellammare ha inaugurato un mezzo busto bronzeo nella Villa Comunale.

## Onorificenze
- Cavaliere, 2 giugno del 1957, Presidente Gronchi, n. 63164
- Ufficiale, 15 aprile 1965, Presidente Saragat, n. 2434
- Commendatore, 27 dicembre 1967, Presidente Saragat, n. 6487
- Medaglia d'Oro al merito della sanità pubblica, 14 gennaio 1972, Ministro della Sanità Mariotti[4]